# بلاك بير
بلاك بير هو موسيقي ومغني أمريكي ولد في 27 نوفمبر 1990.

## روابط خارجية
بلاكبير على موقع IMDb (الإنجليزية)
- بلاكبير على موقع ميتاكريتيك (الإنجليزية)
- بلاكبير على موقع روتن توميتوز (الإنجليزية)
- بلاكبير على موقع ميوزك برينز (الإنجليزية)
- بلاكبير على موقع ميوزك برينز (الإنجليزية)
- بلاكبير على موقع أول ميوزيك (الإنجليزية)
- بلاكبير على موقع ديسكوغز (الإنجليزية)
- بلاكبير على موقع قاعدة بيانات الفيلم (الإنجليزية)